# Catoptromanție

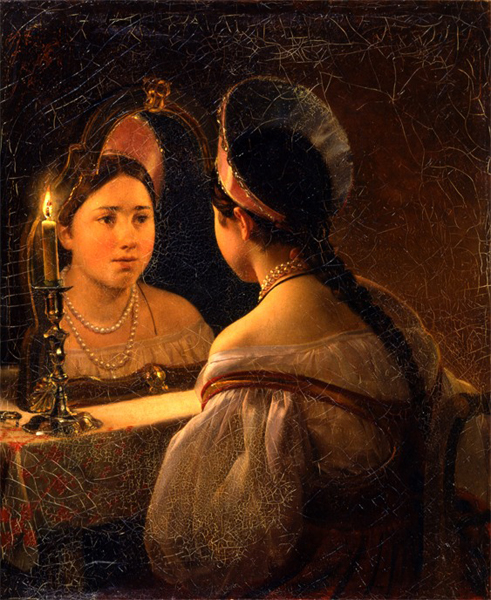
Svetlana își cercetează viitorul
de Karl Briullov, 1836

Catoptromanția (din greaca veche κάτοπτρον / kátoptron („oglindă”) și μαντεία / manteía („divinație”)) este o metodă de divinație prin care viitorul se arată într-o oglindă. Catoptromanția este confundată adesea cu cristalomanția, care este o metodă de a ghici viitorul în obiecte de sticlă sau cristal.

## Istoric

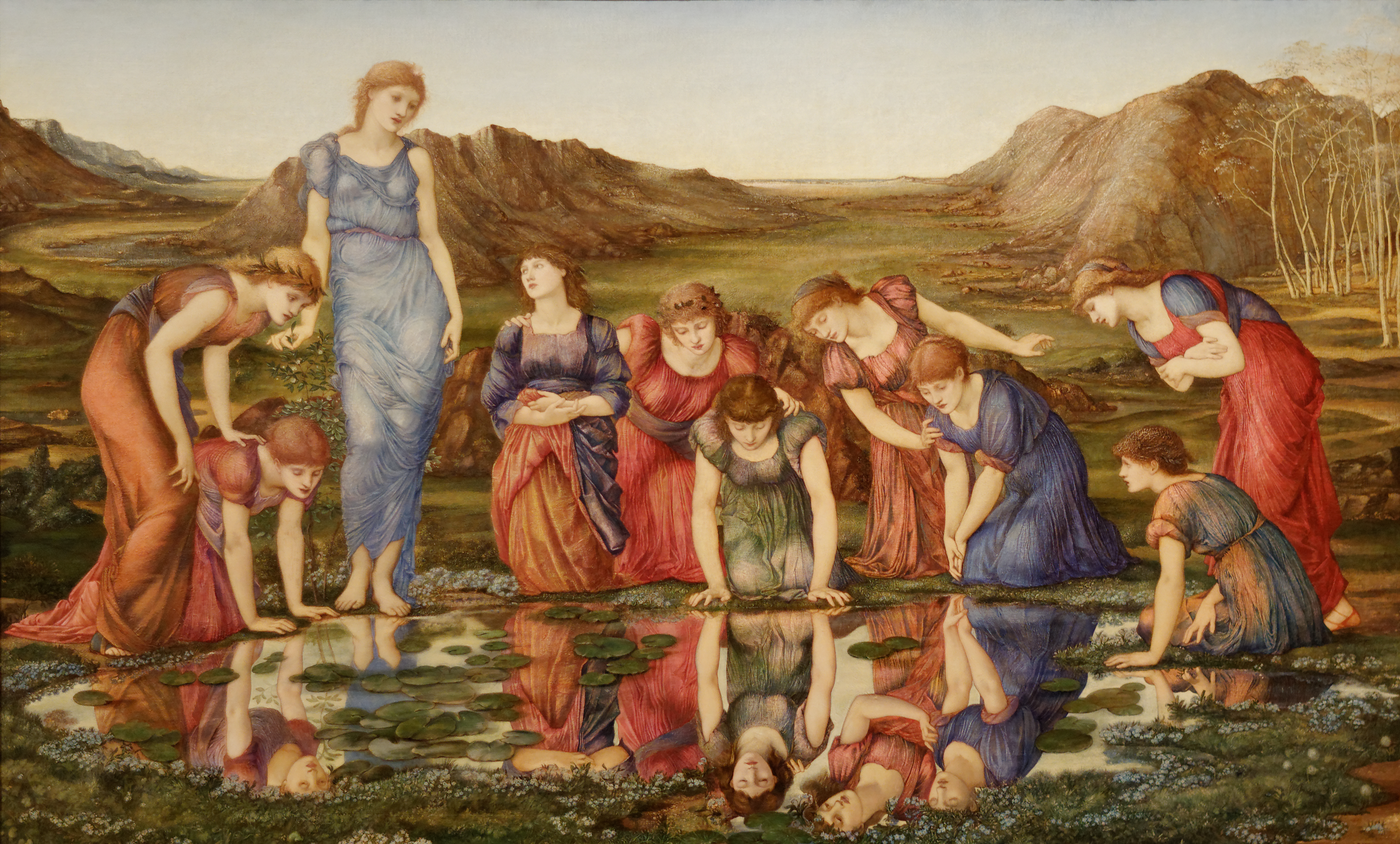
Oglinda lui Venus, Edward Burne-Jones

Această metodă de divinație a fost frecvent utilizată sub diferite forme începând din antichitatea cea mai veche prin cercetarea oglinzilor din metal lustruit: cupru, bronz, fier, argint sau aur. Cele mai vechi urme ale ei se găsesc în Caldeea și Mesopotamia. Era folosită, de asemenea, suprafața apei sau a oricărei alte suprafețe reflectorizante.
În Călătorie în Grecia (circa 174) geograful și istoricul Pausanias Periegetul scrie următoarele:
„În fața acestui templu există o fântână care, pe partea dinspre templu, este închisă de un zid din pietre uscate; în exterior s-a practicat o spărtură prin care se coboară acolo. Se spune că această fântână face preziceri care nu sunt niciodată greșite; ea nu este consultată în toate situațiile, ci numai pentru a afla starea bolnavilor. O oglindă este atașată la capătul unui șnur și este suspendată deasupra fântânii, astfel încât numai capătul ei atinge apa. Apoi se aduc rugăciunii Zeiței, se ard parfumuri în onoarea ei și privind imediat în oglindă se observă dacă bolnavul își va recăpăta sănătatea sau dacă va muri; acest mod de divinație nu merge mai departe.”.
Împăratul roman Didius Iulianus (193) realiza practici similare după cum relatează Spartianus:

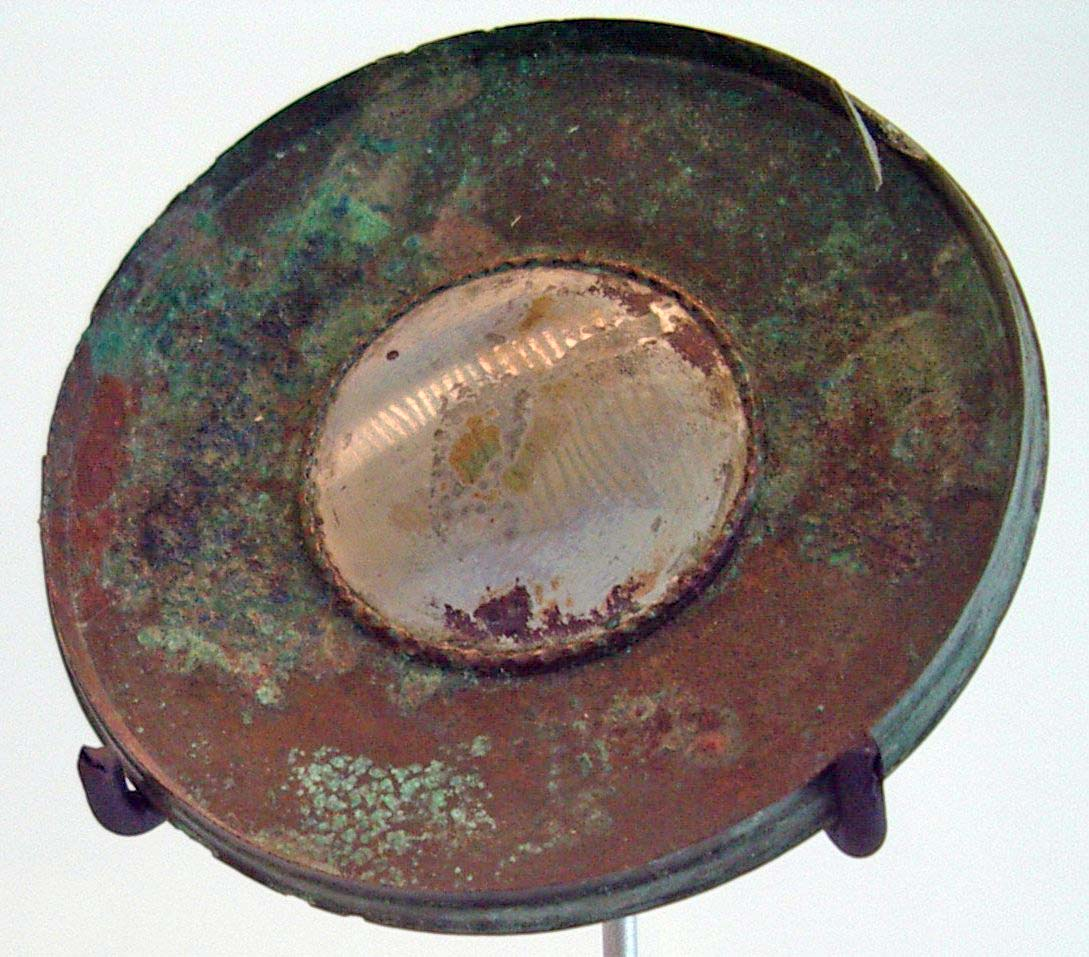
Oglindă romană

„Iulianus a realizat el însuși acest gen de divinație care se face cu ajutorul unei oglinzi, în care, se spune, copiii văd viitorul, după ce ochii și capul lor au fost descântate. Se spune că, într-o astfel de situație, copilul a văzut în oglindă sosirea lui Severus și plecarea lui Iulianus.”
În noiembrie 1582 John Dee, magul reginei Elisabeta I a Angliei, l-a văzut într-o seară apărând la fereastră pe îngerul Uriel. Acesta din urmă i-ar fi dat o piatră neagră lustruită care, atunci când era privită cu insistență, făcea să apară ființe capabile să dezvăluie viitorul. Această oglindă întunecată stranie este expusă acum la British Museum..
Mai aproape de vremurile noastre orientalistul J.T. Reinaud (1795-1867) a scris la începutul secolului al XIX-lea următoarele lucruri despre muzeul ducelui de Blacas:
„Orientalii au și oglinzi magice în care ei își imaginează că pot face să apară îngeri și arhangheli; parfumând oglinda, postind timp de șapte zile și trăind în cea mai severă izolare, ajung să poată vedea, fie cu proprii lor ochi, fie prin cei ai unei fecioare sau ai unui copil, îngerii pe care doresc să-i cheme; nu va trebui decât să fie recitate rugăciunile sacramentale; spiritul luminii vi se va arăta și îi veți putea spune dorințele voastre”.
În prezent, catoptromanția este încă utilizată pe scară largă în Africa Subsahariană.
Oglinzi antice

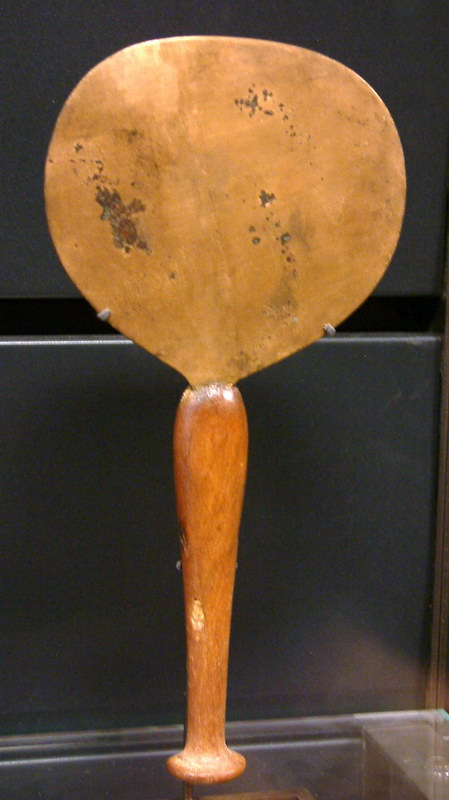
Oglindă egipteană
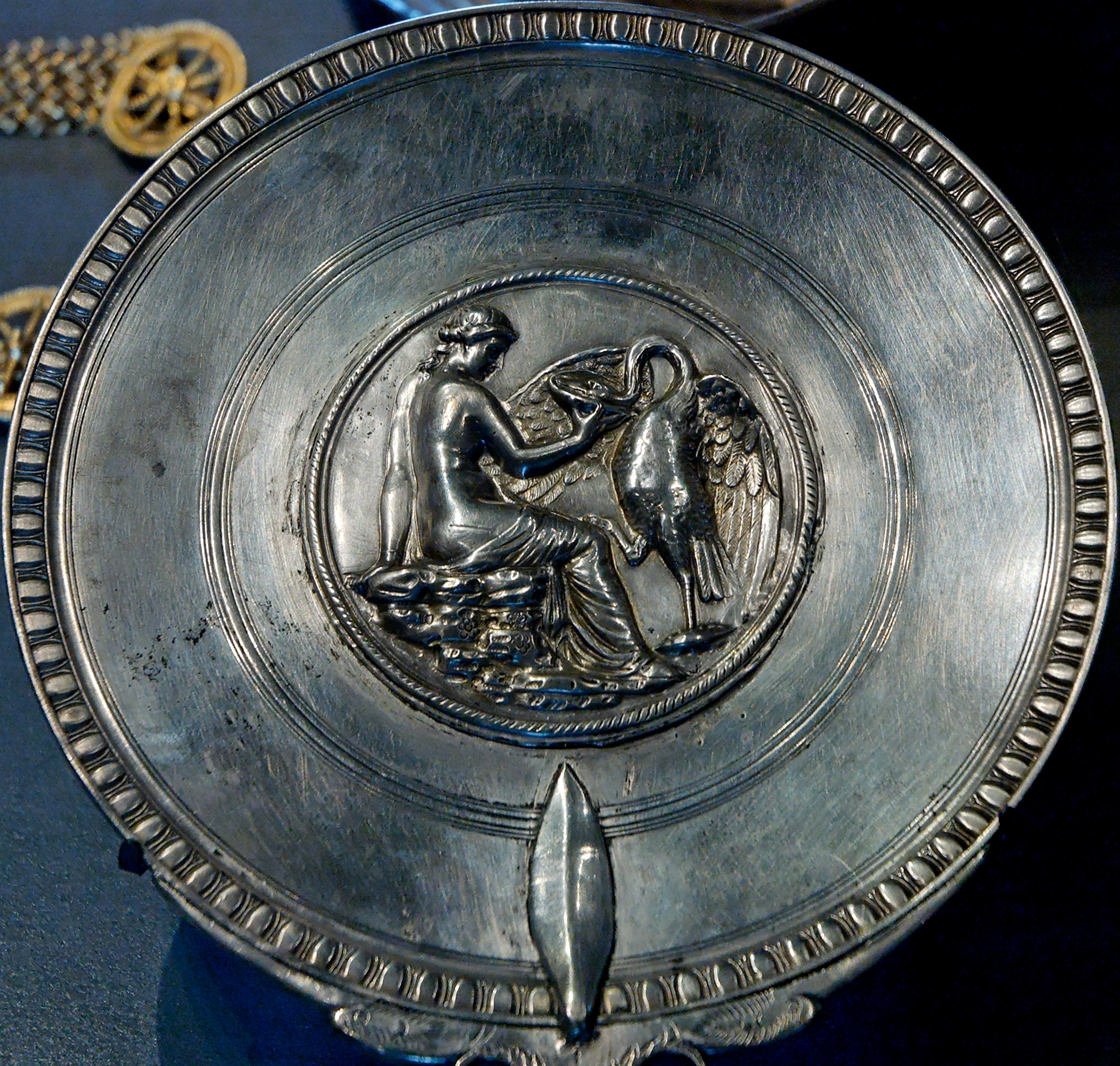
Oglindă greacă
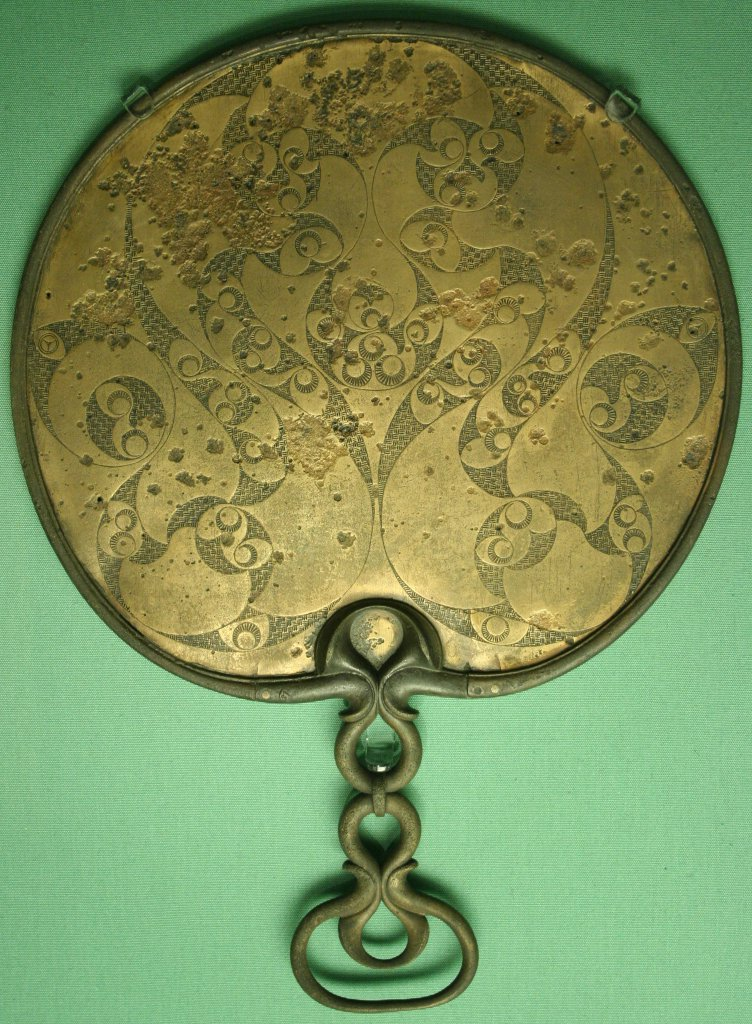
Oglindă galo-romană
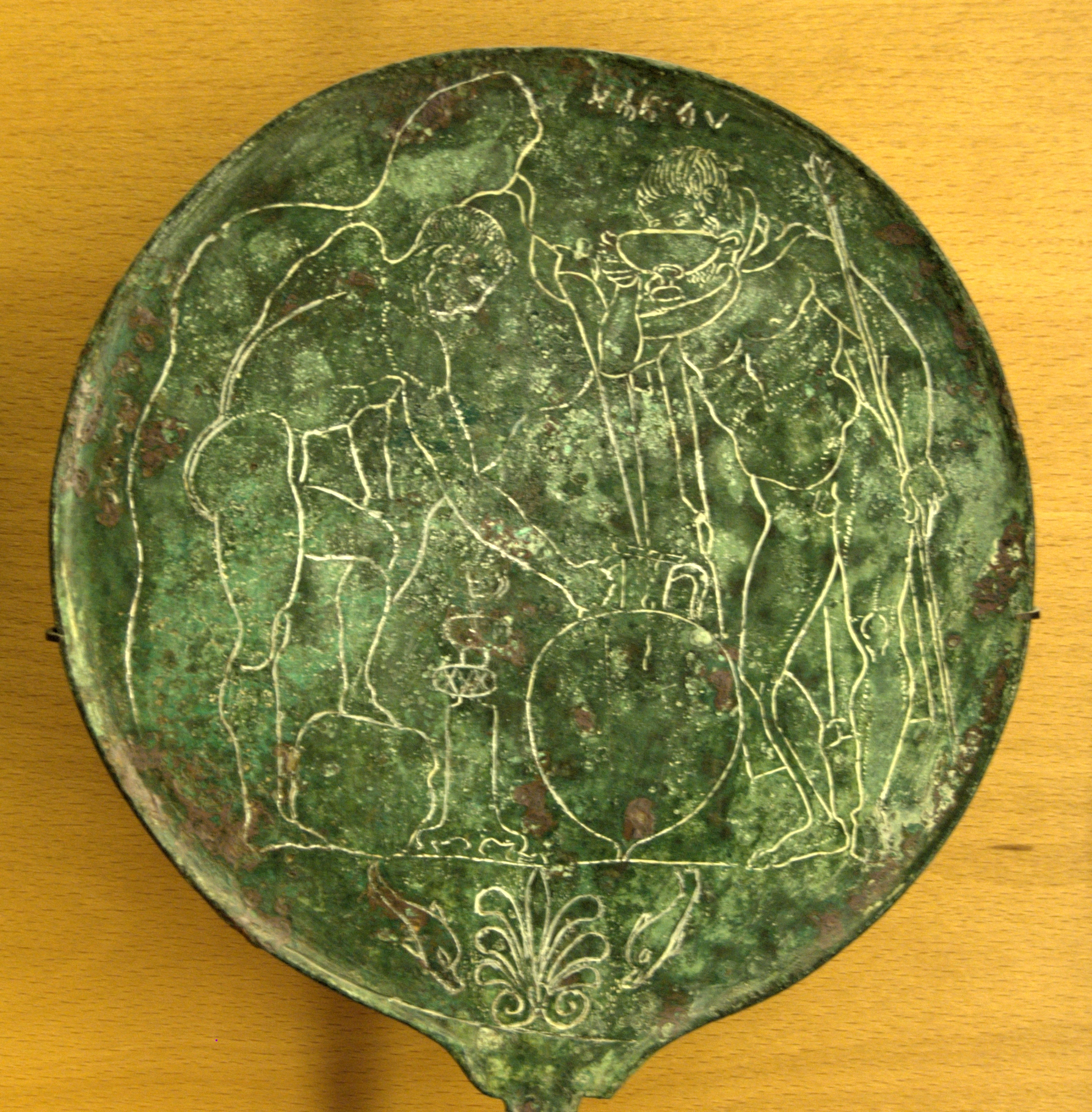
Oglindă etruscă

## Legende și tradiții

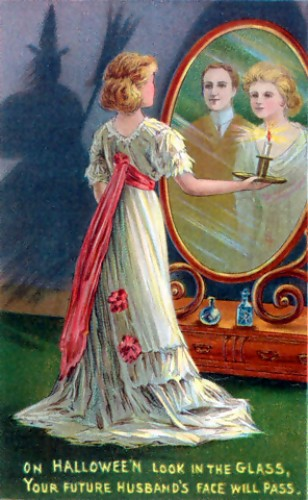
Vederea chipului viitorului soț în noaptea de Halloween

Catoptromanția este tehnica folosită de mama vitregă a Albei ca zăpada în celebra poveste a fraților Grimm: „Oglindă, oglinjoară, cine-i cea mai frumoasă din țară?”. În povestea lui Lewis Carroll, Alice în Țara Minunilor pătrunde într-o lume fantastică situată de cealaltă parte a oglinzii.

## Legături externe
- Catoptromancie dans l'Encyclopédie ou dictionnaire raisonné des sciences, des arts et des métiers